# 竈門炭治郎之歌
《竈門炭治郎之歌》（日语：竈門炭治郎のうた）是椎名豪featuring中川奈美的樂曲。電視動畫《鬼滅之刃 竈門炭治郎 立志篇》第19話的插入曲。2019年8月30日由Aniplex網路限定發行。

## 外部連結
- （日語） 第19話「ヒノカミ」 挿入歌「竈門炭治郎のうた」 （页面存档备份，存于），動畫官方網站對於插入曲的介紹。